# Rubén Blaya Cayuela
Rubén Blaya Cayuela (Cartagena, 6 d'abril de 1976) és un exfutbolista murcià, que ocupà la posició de davanter.

## Trajectòria
Va començar a destacar en l'equip de La Salle Minerva de la seua ciutat natal, quan als 15 anys va ser captat per l'Escola de Mareo, de l'Sporting de Gijón. El davanter va passar per les diferents categories inferiors sportinguistes. Va destacar amb el primer filial, amb qui marcà 26 gols en dues campanyes, així com en una cessió al Gijón Industrial. Finalment, va debutar amb el primer equip al maig de 1997. Eixe any jugaria dos partits a la màxima divisió amb l'Sporting.
La temporada 97/98 va ser cedit al CF Extremadura, on va ser suplent. Va continuar a l'any següent a les files del CD Numancia. A l'equip castellanolleonès no va jugar cap partit i a mitja campanya marxa al Granada CF. D'ací salta al Real Jaén. Amb els andalusos recupera la titularitat i el gol, en els dos anys que hi va romandre.
En la 01/02 hi arriba a militar en tres equips diferents de la Segona B: comença al Cartagonova, passa a la SD Huesca i finalitza la lligueta d'ascens amb la Cultural Leonesa. A partir d'ací, la carrera del cartagener prossegueix per un bon nombre de clubs de Segona B i Tercera Divisió: UE Figueres, UD Atlètica Gramenet, San Isidro o Unión Ceares, entre d'altres.